# Alex Brown (rugby à XV, 1989)
Pour les articles homonymes, voir Brown et Alex Brown (homonymie).
Pas d'image ? Cliquez ici

a Compétitions nationales et continentales officielles uniquement.

b Matchs officiels uniquement.
Dernière mise à jour le 27 février 2025.
Alex Brown, né le 13 octobre 1989 à Rochford (Royaume-Uni), est un joueur anglais de rugby à XV qui évolue au poste de pilier.

## Carrière
Passé notamment par les Saracens et Exeter, Alex Brown s'engage avec l'USA Perpignan, évoluant en Pro D2, en 2016. En mai 2018, il prolonge son contrat pour deux saisons supplémentaires. Il quitte le club catalan en juin 2020, après plusieurs saisons perturbées par les blessures,.

## Palmarès

### En club
- Vainqueur de la Coupe anglo-galloise en 2014 avec Exeter Chiefs.
- Champion de France de Pro D2 en 2018 avec l'USA Perpignan.